# Demasduit

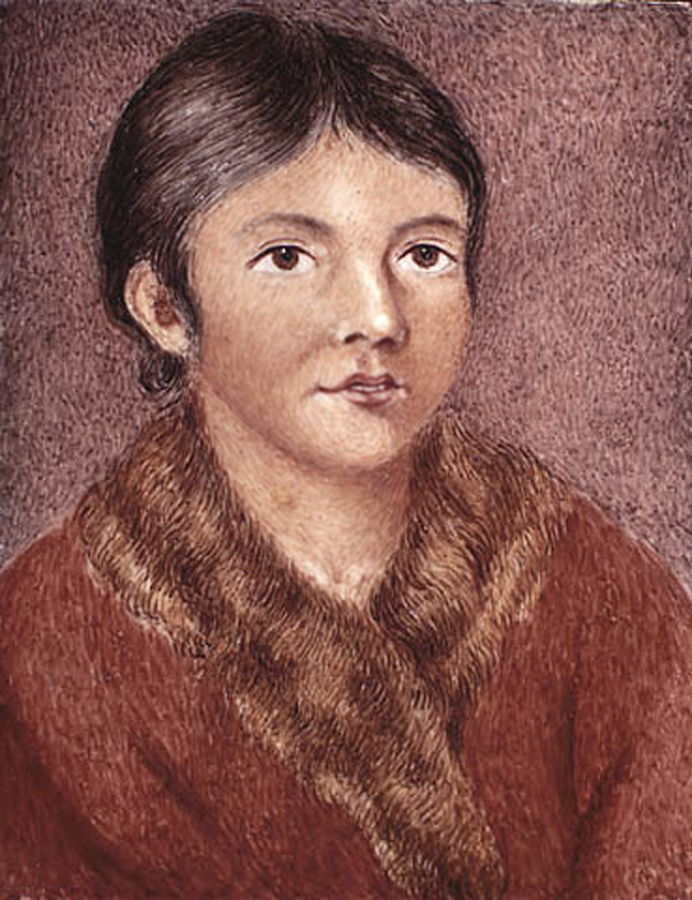
Portrait of Demasduit (Mary March), von Henrietta Hamilton, 1819 (Library and Archives Canada)

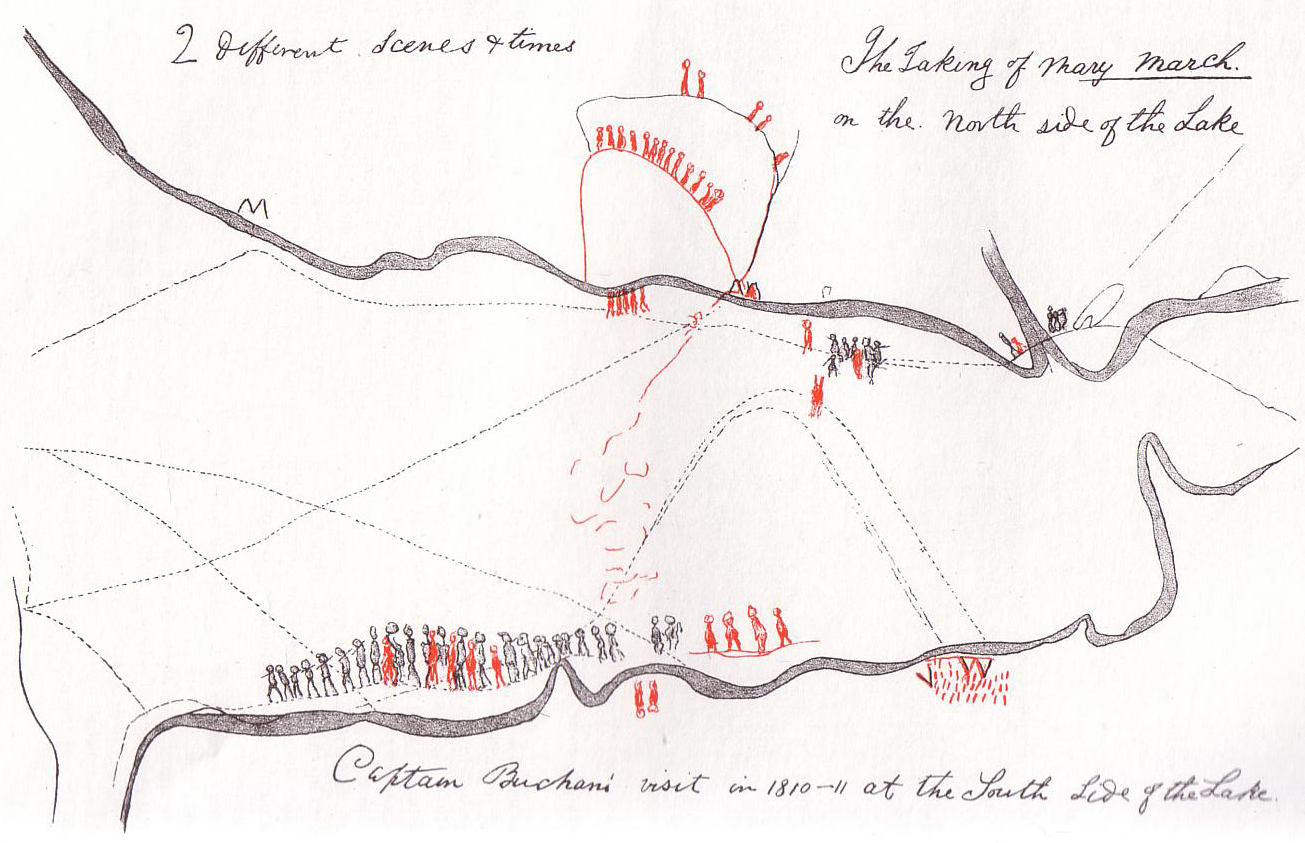
Die Gefangennahme von Demasduit, gezeichnet von ihrer Nichte Shanawdithit, ist im oberen Teil skizziert; in einer zweiten Szene ist die Landung Buchans von 1810/11 beschrieben.

Demasduit oder Demasduwit (* vermutlich 1796; † 8. Januar 1820), auch Shendoreth, Waunathoake, Mary March genannt, war eine der letzten Europäern bekannten Überlebenden der in Neufundland lebenden Beothuk. Sie wurde 1819 bei einer Vergeltungs- und Forschungsexpedition der Briten gefangen genommen.
Die kanadische Regierung, vertreten durch den für das Historic Sites and Monuments Board of Canada zuständigen Minister, ehrte Demasduit am 11. November 2000 und erklärte sie zu einer „Person von nationaler historischer Bedeutung“.

## Leben
Im September 1818 plünderte eine kleine Gruppe von Beothuk das Lachsfangboot von John Peyton Jr. Es lag am Exploits River nahe der Nordostküste von Neufundland. Der Gouverneur und Vizeadmiral Sir Charles Hamilton reagierte auf diese und ähnliche Beschwerden mit einer Expedition, deren Aufgabe das Auffinden der gestohlenen Gegenstände sein sollte. Sie sollte zudem zum Beothuk Lake (bis November 2021 als "Red Indian Lake" bekannt) im Binnenland ziehen und freundschaftliche Kontakte mit den wenigen noch dort lebenden Beothuk aufnehmen. Schon frühere Expeditionen, wie die von John Cartwright im Jahr 1768 und von David Buchan im Winter 1810/11, hatten eine ähnliche Aufgabe gehabt, doch waren sie gescheitert. 
Führer der Suchexpedition von 1819 waren John Peyton und sein gleichnamiger Vater. Schwer bewaffnete Pelztierjäger bildeten die Mannschaft, die am 1. März 1819 den zugefrorenen Exploits River landeinwärts zog. Sie erreichten vier Tage später den Red Indian Lake. Dort trafen sie auf drei Wigwams, doch die etwa zwölf Menschen flohen in die umgebenden Wälder oder über das Eis. John Peyton Jr. verfolgte eine der Frauen, die in einer Geste der Unterwerfung ihre Brüste entblößte. Es war Demasduit. Ein weiterer Gefangener war ihr Mann Nonosbawsut. Trotz aller Bemühungen vermochten beide Seiten nicht, die Sprachgrenzen zu überwinden. Nonosbawsut versuchte offenbar die Freilassung seiner Frau zu erreichen, es kam zu einem verzweifelten Handgemenge, bis einer der Jäger den Beothuk mit einem Bajonett niederstach und Schüsse fielen. Wahrscheinlich kam damit die letzte Integrationsfigur der kleinen Beothukgruppe ums Leben. Wenige Tage später starb der Säugling von Demasduit. 
Die gesuchten Gegenstände wurden gefunden, die Gefangenen fortgeführt. Sie versuchten mehrfach zu fliehen. Die junge Frau wurde nach Twillingate verschleppt und dort dem anglikanischen Missionar John Leigh überantwortet. Sie erhielt nach dem Monat ihrer Gefangennahme den Namen „Mary March“ und blieb mehrere Monate im Ort. Sie besuchte zudem das Haus des Gouverneurs, wo die Hausherrin Lady Henrietta Hamilton ein Porträt anfertigte, das sich heute in den National Archives befindet. Demasduit erschien allen freundlich und klug, die Mörder ihres Mannes wurden jedoch am 25. Mai von der Grand Jury in St. John’s freigesprochen. 
Einflussreiche Bewohner von St. John’s und Notre Dame Bay wollten die Gefangene zu ihrem Volk zurückbringen. Am 3. Juni 1819 begann der Rückweg, Leigh stieg in Trinity zu. Zwischen dem 18. Juni und dem 14. Juli wurden mehrere Versuche unternommen, sie an bekannten Sommerlagern zu übergeben, doch sie scheiterten. In Leighs Obhut kam sie zunächst nach Fogo, dann wieder nach Twillingate. Dies gestattete es Leigh im Gespräch mit der Gefangenen, ein Vokabelheft anzulegen. 
Im September 1819 kam David Buchan an Bord der Grasshopper nach Notre Dame Bay. Er hatte den Auftrag, die Gefangene zurückzubringen. Dies sollte diesmal im Winter geschehen, wenn der gefrorene Boden und die Gewässer das Reisen leichter machten. Das Schiff sollte Demasduit dorthin bringen, und so ging sie an Bord. Doch sie erkrankte an Tuberkulose und verstarb am 8. Januar 1820.
Buchan entschied aus eigener Autorität ihren Leichnam zusammen mit John Peyton Jr. und 50 Matrosen sowie einigen Pelzjägern an den Red Indian Lake zu bringen. Die wenigen noch lebenden versteckten Beothuk, einschließlich der Nichte der Toten, Shawnandithit, beobachteten ihre Ankunft am 9. Februar 1820. Die Männer legten den Leichnam ehrenvoll in ein Wigwam und verließen den Ort Richtung Küste. Wie Shawnandithit später William Eppes Cormack beschrieb, wurde die Tote zusammen mit ihrem ermordeten Mann Nonosbawsut beigesetzt. Im November 1828 sah Cormack ihre letzte Ruhestätte während der vergeblichen Suchexpedition nach den letzten lebenden Beothuk.

## Wirkungsgeschichte
J. P. Howley sammelte die Quellen zu Demasduit und publizierte sie 1915. Dabei zog er die überlieferten Aussagen der wenigen Augenzeugen hinzu, wie die von John Peyton Jr., John Leigh und einem Herrn Curtis sowie Shawnandithits Schilderung. Sie stellen die einzigen Quellen zu Demasduits Leben dar. 
1997 entstand das Beothuk Institute zur Untersuchung der Kultur und Geschichte der Beothuk. 
2006 forderten Schüler der Mary March School in Grand Falls-Windsor die Umbenennung ihrer Schule in Demasduit School. 